# Joel Sánchez
Joel Sánchez Ramos (ur. 17 sierpnia 1974 w Guadalajarze) – piłkarz meksykański grający na pozycji środkowego obrońcy.

## Kariera klubowa
Sánchez urodził się w Guadalajarze, a karierę piłkarską rozpoczął w tamtejszym klubie Chivas Guadalajara. 20 marca 1994 roku zadebiutował w meksykańskiej Primera División w wygranym 2:1 wyjazdowym meczu z Deportivo Toluca. Jednak w pierwszych dwóch sezonach nie rozegrał więcej spotkań i dopiero od sezonu 1995/1996 występował w podstawowym składzie Chivas. W 1997 roku wywalczył z Chivas mistrzostwo fazy Verano.
Latem 1997 Sánchez zmienił barwy klubowe i przeszedł do drużyny Club América. W Américe grał przez 3,5 roku, jednak w tym czasie nie osiągnął żadnych sukcesów i w 2001 roku powrócił do Chivas. Zawodnikiem tej drużyny był do końca 2003 roku i wtedy też przeszedł do CD Veracruz. W jego barwach swoje pierwsze spotkanie zaliczył 1 sierpnia przeciwko Cruz Azul (3:2). Latem 2004 odszedł z Veracruz i przeszedł do Dorados de Sinaloa, ale już w sezonie 2005/2006 ponownie był piłkarzem Veracruz, a w trakcie sezonu 2006/2007 przeszedł do Querétaro FC, w którym grał jeden sezon.
Latem 2007 Sánchez został piłkarzem swojego obecnego zespołu Tecos UAG z Guadalajary. Swój debiut w nim zaliczył 4 sierpnia w meczu przeciwko Pachuca CF, przegranym przez Tecos 1:4.
| Sezon   | Klub               | Kraj   | Rozgrywki          | Mecze | Bramki |
| ------- | ------------------ | ------ | ------------------ | ----- | ------ |
| 1993/94 | Chivas Guadalajara | Meksyk | Primera División   | 1     | 0      |
| 1994/95 | Chivas Guadalajara | Meksyk | Primera División   | 0     | 0      |
| 1995/96 | Chivas Guadalajara | Meksyk | Primera División   | 30    | 0      |
| 1996/97 | Chivas Guadalajara | Meksyk | Primera División   | 31    | 5      |
| 1997/98 | Club América       | Meksyk | Primera División   | 30    | 2      |
| 1998/99 | Club América       | Meksyk | Primera División   | 28    | 2      |
| 1999/00 | Club América       | Meksyk | Primera División   | 25    | 1      |
| 2000/01 | Club América       | Meksyk | Primera División   | 17    | 0      |
| 2000/01 | Chivas Guadalajara | Meksyk | Primera División   | 17    | 1      |
| 2001/02 | Chivas Guadalajara | Meksyk | Primera División   | 34    | 3      |
| 2002/03 | Chivas Guadalajara | Meksyk | Primera División   | 38    | 4      |
| 2003/04 | Chivas Guadalajara | Meksyk | Primera División   | 18    | 3      |
| 2003/04 | CD Veracruz        | Meksyk | Primera División   | 19    | 0      |
| 2004/05 | Dorados de Sinaloa | Meksyk | Primera División A | 34    | 2      |
| 2005/06 | CD Veracruz        | Meksyk | Primera División   | 33    | 4      |
| 2006/07 | CD Veracruz        | Meksyk | Primera División   | 17    | 2      |
| 2006/07 | Querétaro FC       | Meksyk | Primera División   | 17    | 1      |
| 2007/08 | Tecos UAG          | Meksyk | Primera División   | 32    | 2      |
| 2008/09 | Tecos UAG          | Meksyk | Primera División   |       |        |

## Kariera reprezentacyjna
W reprezentacji Meksyku Sánchez zadebiutował 23 października 1996 roku w przegranym 0:1 towarzyskim spotkaniu z Ekwadorem. W 1997 roku wraz z Meksykiem zajął 3. miejsce na turnieju Copa América 1997. Z kolei w 1998 roku został powołany przez selekcjonera Manuela Lapuente do kadry na Mistrzostwa Świata we Francji. Tam wystąpił we dwóch grupowych spotkaniach, zremisowanych po 2:2 z Belgią i Holandią. W 1999 roku ponownie zajął 3. miejsce na Copa América i w tym samym roku wygrał też Puchar Konfederacji. W kadrze Meksyku w latach 1996-1999 rozegrał 31 meczów i zdobył 3 gole.